# Mimobolbus endroedyyoungai
Mimobolbus endroedyyoungai es una especie de coleóptero de la familia Geotrupidae.

## Distribución geográfica
Habita en Ghana.